# شورش تنپو
شورش تنپو (به ژاپنی: 天保騒動 てんぽうそうどう)، یک قیام دهقانی بود که در اوت ۱۸۳۶ (تنپو ۷) در اواخر دوره ادو در ولایت کای رخ داد. این قیام از منطقه گونای (ناحیه تسورو) در شرق ولایت کای آغاز شد، به منطقه کونیناکا گسترش یافت و به شورشی در مقیاس ملی تبدیل شد. همچنین با نام‌های شورش گونای، شورش ولایت کای و شورش کوشو شناخته می‌شود.
شورش تنپو یا اغتشاش گونای و شورش اوشیو هیهاچیرو دو حادثه ای بود که تأثیر زیادی بر شوگون‌سالاری داشتند. معمولاً اعتقاد بر این است که باکوماتسو یا پایان دوره ادو با ورود کشتی‌های سیاه پری، ۱۶ سال بعد، آغاز شد. با این حال، برای مردم کوشو (ولایت کای) که هیچ ارتباطی با دریا نداشتند، مناسب است که اغتشا گونای را به عنوان نقطه شروع باکوماتسو در نظر گرفته شود.

## پیشینه آشفتگی تنپو
ولایت کای در سال ۱۷۲۴ (نهمین سال از دوران کیوهو) مستقیماً به قلمرو شوگون‌سالاری (تنریو) تبدیل شد و کوفو کینبان و سانبون دایکان که مسئول منطقه شهر کوفو بودند، این منطقه را کنترل می‌کردند.
در منطقه کونیناکا، که شامل حوضه کوفو می‌شود، مزارع برنج جدید در اوایل دوره مدرن توسعه یافتند و به منطقه‌ای برای تولید غلات تبدیل شد. برنج تولید شده در کشور توسط انجمن عمده‌فروشان کوفو مدیریت می‌شد و مقداری از آن در سواحل رودخانه کاجیکازاوا به همراه برنج وارداتی از استان شینانو انباشته می‌شد و از طریق قایق‌هایی در رودخانه فوجی به ادو منتقل می‌شد. از سوی دیگر، منطقه کوهستانی گونای زمین‌های زراعی کمی داشت، بنابراین معیشت مردم به شدت به کشاورزی، مانند کار در کوهستان و تولید منسوجات گونای، وابسته بود و برنج لازم از کونیناکا، ولایت ساگامی و ولایت سوروگا وارد می‌شد.
در دوره کانسی، گروه عمده‌فروشان کوفو تضعیف شدند، بازرگانان برنج در کاجیکازاوا-جوکو (که اکنون کاجیکازاوا، فوجیکاوا-چو نامیده می‌شود) برنج خریدند و میزان برنج حمل‌شده به عنوان برنج در گردش افزایش یافت. بازرگانانی که از شینانو برنج می‌خریدند نیز به آنجا نقل مکان کردند و باعث افزایش قیمت برنج شدند. در سال ۱۸۳۳ (تنپو ۴)، یک تابستان سرد باعث برداشت ضعیف در سراسر کشور شد که منجر به قیمت بالای برنج و قحطی (قحطی تنپو) شد. تأثیر تابستان سرد در منطقه گونای و حتی در کشور جدی بود، دفتر خاطرات خانواده ناتسومه‌هارا، کشاورزی در روستای ناتسومه‌هارا، یاتسوشیرو-گون (میساکا-چو، فوفوکی-شی)، تأثیر تابستان سرد را به عنوان «برداشت ضعیف بدون هیچ معنایی از ۵۰ سال» توصیف کرد و فضای شورش از قبل در میان خانواده اوکوئمون از روستای کومانودو، مانریکی-سوجی، یاماناشی-گون، که هدف شورش در طول شورش‌های تنپو قرار گرفت، گسترش یافته بود. ناآرامی‌های جهان در کوفو-چو نیز در حال گسترش بود و باعث ناآرامی‌هایی می‌شد.

## شورش
زمان، هفتمین سال از دوران تنپو است. در تقویم میلادی، این سال ۱۸۳۶ است. «قحطی بزرگ تنپو» که چندین سال است ادامه دارد، هنوز پایان نیافته است. نه تنها این، بلکه امسال به دلیل خسارات ناشی از هوای سرد و سیل، اوضاع بدتر هم شد. منطقه‌ای که بیشترین آسیب را از قحطی دیده، توهوکو است. منطقه توهوکو که در برابر خسارات ناشی از سرما آسیب‌پذیر است، همیشه در طول قحطی‌ها قربانی‌های زیادی داده است. در اوت همان سال، به دلیل اثرات قحطی، قیامی گسترده در کوشو رخ داد. این قیام به اصطلاح «اغتشاش» بود. این بزرگ‌ترین قیامی بود که در طول قحطی تنپو رخ داد و شوگون‌سالاری مشغول رسیدگی به آن بود. «گونای» که در اینجا ذکر شده است، نامی قدیمی برای بخش شرقی کوشو و منطقه پنج دریاچه فوجی است که با گان سابق مطابقت دارد و در اصطلاح مدرن به مناطق اطراف فوجی‌یوشیدا، تسورو، اوتسوکی و اوئنوهارا اشاره دارد. از سوی دیگر، منطقه‌ای که در حوضه کوفو (سه شهرستان یاماناشی و غیره) قرار دارد، «کونیچو» نامیده شده است. به‌طور تقریبی، منطقه در منطقه اصلی کوشو، مانند حوضه کوفو، «کونیچو» است و منطقه در جنوب شرقی، هم‌مرز با کوه‌های میساکا و گذرگاه ساساگو، «گونای» است. به دلیل ویژگی‌های جغرافیایی، گونای در معرض قحطی قرار داشت. از آنجا که آب و هوا و خاک برای کشاورزی مناسب نیست، بسیاری از مردم با تولید پارچه‌های ابریشمی امرار معاش می‌کنند. معمولاً وقتی قحطی رخ می‌دهد، مردم برای خرید برنج هجوم می‌آورند. وقتی برنج به دلیل احتکار کمیاب می‌شود، قیمت برنج به شدت افزایش می‌یابد. برعکس، قیمت کالاهای غیرضروری مانند پارچه‌های ابریشمی کاهش می‌یابد. نرخ خودکفایی غذایی پایین است و مردم شهرستان که برای امرار معاش خود به پارچه‌های ابریشمی وابسته هستند، به سرعت در تهیه برنج دچار مشکل شدند و صدها نفر از مردم گرسنه به جمعیت پیوستند و به سمت مغازه‌های برنج و دفتر قاضی رفتند. اتفاقاً، از اواسط دوره ادو، کوشو دایمیو نداشته، بلکه یک تنریو بوده است، یعنی سرزمینی که مستقیماً توسط شوگون‌سالاری کنترل می‌شود. دفاتر قاضی در کوفو، ایچیکاوا و کوفو قرار دارند و قاضی‌ها از ادو اعزام می‌شوند. با این حال، این قاضی‌ها کاملاً بی‌فایده هستند. مقام‌های شوگون‌سالاری ادو نه به عنوان یک تبعیدی جزیره‌ای، بلکه به عنوان یک «تبعیدی کوهستانی» یعنی یک مقام تنزل یافته به کوشو فرستاده می‌شوند و این مقام‌ها هیچ انگیزه یا توانایی ندارند. آنها هرگز به سرکوب قیام با زور فکر نمی‌کردند. از سوی دیگر، مردم کوشو نیز تمایل زیادی به پیروی از «میراث تاکدا شینگن» گذشته دارند و هیچ قصدی برای وفاداری به این «قاضیان» ندارند. رابطه بین مقام‌ها و مردم به بدترین نحو بود. شوگون‌سالاری به دلیل این اختلاف سلسله مراتبی، کوشو را «سرزمینی دشوار» می‌نامید و همیشه با کوشو تند رفتار می‌کرد. اکنون، هنگامی که مردم فقیر شهرستان، از گذرگاه ساساگو در بزرگراه کوشو عبور کردند و وارد حوضه کوفو یا «کونیچو» شدند، مردم فقیر و بی‌خانمان از سراسر کشور که این هیاهو را شنیده بودند و به آنها پیوستند و تعداد مردم به چند هزار نفر افزایش یافت. این تعداد همچنان در حال افزایش بود و در نهایت به ۳۰٬۰۰۰ نفر رسید. البته، تا آن زمان، این جمعیت به جمعیتی تبدیل شده بود که بسیار فراتر از انتظارات شورشیان اولیه بود و آنها در سراسر منطقه کوشو پراکنده شدند. مغازه‌های برنج و بازرگانان ثروتمند یکی پس از دیگری مورد حمله قرار گرفتند و گاهی حتی به آتش کشیده شدند. بیش از ۳۰۰ خانه ویران شد. قاضی‌های شوگون‌سالاری گیج شده بودند و قادر به انجام هیچ اقدام مؤثری نبودند، بنابراین در نهایت، سربازانی از حوزه‌های مجاور نومازو و سووا تاکاشیما به دستور شوگون‌سالاری ادو اعزام شدند و شورشیان سرانجام سرکوب شدند. بسیاری از مردم به دلیل دست داشتن در قیام دستگیر شدند و بعداً بیش از ۵۰۰ نفر مجازات شدند. در همین حال، بسیاری از قضات و مقامات شوگون‌سالاری به دلیل عدم مسئولیت در قبال اوضاع برکنار شدند.